# František Josef II.
František Josef II., kníže z Lichtenštejna (německy Franz Joseph Maria Aloys Alfred Karl Johannes Heinrich Michael Georg Ignaz Benediktus Gerhardus Majella, Fürst von und zu Liechtenstein; 16. srpna 1906, zámek Frauenthal, Rakousko-Uhersko – 13. listopadu 1989, Grabs) byl lichtenštejnským knížetem od roku 1938 až do své smrti. Celý jeho titul byl kníže z a na Lichtenštejnu, vévoda opavský a krnovský, hrabě z Rietbergu.

## Život

### Původ
Narodil se jako František Josef Maria Alois Alfred Karel Jan Jindřich Michael Jiří Ignác Benedikt Gerhard Majella, kníže z a na Lichtenštejnu, vévoda opavský a krnovský, hrabě z Rietbergu, starší syn prince Aloise Adolfa z Lichtenštejna a arcivévodkyně Alžběty Amálie Habsbursko-Lotrinské (dcery arcivévody Karla Ludvíka Rakouského – ten byl také otcem Františka Ferdinanda d'Este). Jeho kmotrem byl rakouský císař František Josef I. Otec knížete Františka Josefa II., princ Alois, se vzdal svého následnictví ve prospěch svého staršího syna, a ten pak nastoupil na trůn po smrti svého bezdětného prastrýce, knížete Františka I. Na svou budoucí roli hlavy státu a rodu se připravoval od mládí.
Vystudoval s výborným prospěchem Vysokou školu lesnickou ve Vídni.

### Činnost
V roce 1919 se Československo zdráhalo uznat nezávislost Lichtenštejnska a navázat s ním diplomatické styky. Důvodem byly probíhající pozemkové reformy, a uznáním by ČSR ohrozila konfiskaci části pozemků, které byly majetkem hlavy suverénního státu. Teprve po skončení vyvlastňování ve 2. polovině 30. let bylo možné uvažovat o uznání Lichtenštejnska Československem. Impuls k tomuto kroku ovšem přišel z Vaduzu.
František Josef se aktivně účastnil jednání svého rodu s československým Státním pozemkovým fondem a dalšími úřady ve věci vyvlastnění značné části rodových pozemků v ČSR. Lichtenštejnové byli donuceni odprodat 60 % svých pozemků za úřední cenu (cca 1/3 tržní ceny), což bylo v této době chápáno jako „odplata za Bílou horu“, ačkoliv tehdy vládnoucí knížata Jan II. Dobrotivý (1840–1929) ani František I. (1853–1938) logicky nemohla nést právní ani morální odpovědnost za svého předka knížete Karla I. (1569–1627) z počátku 17. století. Teprve asi v roce 1930, po soudních sporech v ČSR v neprospěch knížecí rodiny, došlo k vzájemně přijatelnému řešení první pozemkové reformy na majetcích Lichtenštejnů.
Od roku 1930 princ František Josef plnil politické a diplomatické úkoly, které mu přidělil jeho vládnoucí strýc kníže František I. Vykonával především vládní úkoly v Lichtenštejnsku, kde často pobýval a ve Vídni, která byla hlavním sídlem hlavy rodu a státu. Po onemocnění knížete Františka I. na jaře 1938 se stal regentem.
Jedním z důležitých kroků jeho vlády byl návrh na navázání diplomatických styků s Československem, kterým se republika od roku 1919 bránila, aby neohrozila provedení první pozemkové reformy na majetcích rodu Liechtensteinů v ČSR. Teprve po jejím provedení nastala vhodná doba k řešení bilaterálních vztahů. Kníže proto prostřednictvím švýcarského vyslanectví doručil 3. května 1938 československé vládě nótu, navrhující vzájemné uznání. Vláda v Praze o podobném kroku uvažovala rovněž, v neposlední řadě jako o posílení své pozice vůči Třetí říši, současně se však někteří politici obávali, aby takový krok Berlín nepovažoval za provokaci. Nakonec 30. července 1938 vyslovilo Ministerstvo zahraničních věcí ČSR souhlas s navázáním diplomatických styků s Lichtenštejnským knížectvím.

### Druhá světová válka a nástup na trůn
Na trůn nastoupil po smrti svého předchůdce Františka I. († 25. červenec 1938). Nové hlavě státu 10. září 1938 blahopřál k nové funkci prezident Edvard Beneš. Za panování Františka Josefa II. v březnu 1939 Lichtenštejnsko neuznalo vznik Protektorátu Čechy a Morava (na rozdíl např. od Švýcarska nebo Sovětského svazu) a nepřerušilo s Československem diplomatické styky. Protože Švýcarsko změnilo své vyslanectví v Praze na generální konzulát, byly styky přerušeny de facto nikoliv de iure, neboť knížectví neměl kdo reprezentovat. Diplomatické styky obou zemí se staly latentními. Kníže František Josef II. dokonce  poslal peněžní dar exilovému prezidentovi Edvardu Benešovi, tvrdí historik Pavel Juřík. Historik Václav Horčička k tvrzení o údajném peněžním daru a diplomatických vztazích uvádí: „prokázat, že by [Lichtenštejnsko] jakýmkoli způsobem udržovalo kontakty s československou exilovou vládou, či ji dokonce finančně podporovalo, se dosud nepodařilo.“
V březnu 1939 kníže vykonal zdvořilostní návštěvu Berlína a krátce po ní jeho země odrazila Třetí říší podporovaný pokus nacistických bojůvek o státní převrat v knížectví. Nacistické hnutí mělo v Lichtenštejnsku slabou podporu a po tomto pokusu jeho význam ještě zeslábl. Většina obyvatel, vláda a Zemský sněm se postavily za panujícího knížete a podpořily nezávislost země. Kníže František Josef II., jako aristokrat a katolík, rozhodně nechoval sympatie k nacionálnímu socialismu. Varoval před ním mj. své přátele v Československu (aby včas emigrovali nebo alespoň poslali děti do Anglie; říkal jim: „přece nechcete, aby je vychovávali nacisté“). Stejně tak během celé druhé světové války Lichtenštejnsko dodržovalo přísnou neutralitu, podobně jako Švýcarsko, které podle podmínek celní unie střežilo jeho hranice.
V době okupace se zmocněnec knížete, jeho mladší bratr princ Karel Alfréd (1910–1985), mnohokrát zasadil u nacistických úřadů za své pronásledované zaměstnance, rodinám vězněných vyplácela knížecí pokladna mzdy a podpory, ačkoliv to bylo úřady přísně zakázáno. V letech 1933–1944 Lichtenštejnsko poskytlo azyl asi 400 uprchlíkům, z nichž bylo 125 Židů.

### Neúspěšná jednání o revizi pozemkové reformy v letech 1938–41
Po uzavření mnichovské dohody kníže František Josef II. zaslal německému říšskému kancléři Adolfu Hitlerovi telegram  s blahopřáním za „velký čin provedený v zájmu světového míru“. Při jednání o definitivní delimitaci pomnichovských hranic se kníže snažil dosáhnout toho, aby lichtenštejnské majetky byly co nejvíce sceleny na území Německé říše. Podle česko-lichtenštejnské komise historiků byly důvodem zejména hospodářské zájmy.
Od konce roku 1938 do roku 1941 se kníže snažil s německými orgány jednat o revizi pozemkové reformy. Jeho hlavním vyjednavačem byl hamburský právník Albrecht Dieckhoff, člen NSDAP a SS. V květnu 1939 kníže Dieckhoffa povýšil na dědičného svobodného pána. I v zájmu získání německé podpory při jednáních kníže finančně přispěl některým německým organizacím. Na podzim 1938 přispěl tisíc říšských marek na pořízení uniforem pro SA v Krnově a 15 tisíc říšských marek na výstavbu jednotek SS ve Šternberku, Krnově a Opavě. Na sociální účely věnoval v roce 1938 a 1939 12 tisíc říšských marek na Dílu zimní pomoci (Winterhilfswerk des Deutschen Volkes) a 30 tisíc říšských marek ročně v letech 1942–44 na Německý červený kříž.
Kníže usiloval o získání zpět zhruba 29 tisíc hektarů pozemků, zejména lesů, což odpovídalo zhruba třetině pozemkového majetku o který jeho rod přišel během pozemkové reformy. Jednání s Úřadem říšského protektora o revizi pozemkové reformy ale nebyla úspěšná a v roce 1941 byla zastavena na dobu „až bude po válce“. Jak uvádí historik Václav Horčička, neúspěch mohl souviset i s odchodem říšského protektora Konstantina von Neuratha, protože Reinhard Heydrich, který přišel do protektorátu v září 1941, měl ke šlechtě výrazně rezervovanější vztah.

### Sňatek s českou šlechtičnou
Dne 7. března 1943 se ve Vaduzu oženil s českou hraběnkou Georginou von Wilczek (Vlček). Jejich sňatek byl veřejnou manifestací nezávislosti Lichtenštejnska a jednoty jeho obyvatel, knížecího rodu, vlády a zemského sněmu. Knížecí pár byl v Lichtenštejnsku velmi oblíbený. Byl to paprsek světla v jinak chmurné době druhé světové války, kdy Švýcarsko a Lichtenštejnsko zůstávaly jedinými demokraciemi na území kontinentální Evropy, obklopené Třetí říši a jejími spojenci, kteří se netajili tím, že i na tyto dvě země „jednoho dne dojde“.

### Po druhé světové válce
Kníže František Josef II. blahopřál prezidentovi Edvardu Benešovi k osvobození Československa a zaměstnancům Lichtenštejnů byla vyplacena jako odměna jedna mzda navíc. Bohužel Československo, které již bylo pod silným vlivem komunistů a Moskvy, nemělo zájem na spolupráci s knížectvím, protože komunistický ministr zemědělství Július Ďuriš považoval za nutné zkonfiskovat majetek nejen všech Němců v republice, ale i Lichtenštejnů, byla to pro něj otázka osobní priority. O tom měl kníže František Josef II. první zprávy již začátkem roku 1945.

### Problematika občanství a vyvlastnění

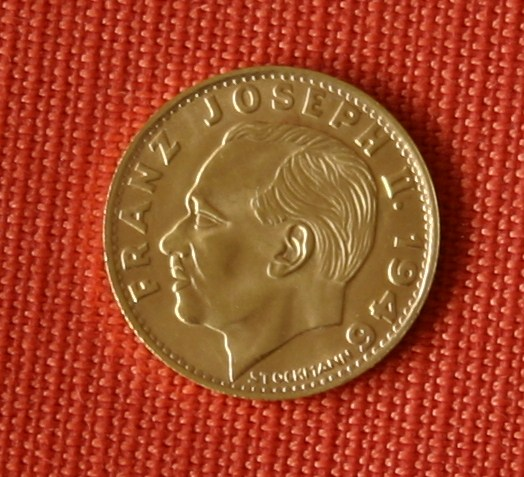
Zlatá švýcarská mince v hodnotě 10 franků s portrétem knížete Františka Josefa II., rok 1946

Bez ohledu na neutralitu knížectví po celou 2. světovou válku a lichtenštejnskou národnost byli všichni občané Lichtenštejnska mající majetek v Československu označeni za Němce a na jejich movitý i nemovitý majetek byly aplikovány dekrety prezidenta republiky. Protesty a odvolání knížete a dalších 37 občanů Lichtenštejnska byly marné. Přestože na odvolání Lichtenštejnů proti konfiskaci se podíleli věhlasní čeští právníci JUDr. Emil Sobička a spoluautor československé ústavy JUDr. František Weyr, československé úřady se jejich argumenty vážně nezabývaly. Ve prospěch lichtenštejnských občanů opakovaně intervenovalo švýcarské vyslanectví v Praze.
Již v roce 1945 si ministerstva zahraničních věcí a financí byla dobře vědoma, že konfiskace majetku lichtenštejnských občanů a dokonce i hlavy suverénního neutrálního státu je nezákonná a kromě jiného byla v rozporu s mezinárodním právem. Komunisty ovládaná ministerstva zemědělství a vnitra na to však nebrala zřetel. Horšící se situace přiměla v červnu 1945 vrchního ředitele dr. Františka Svobodu k návštěvě sekčního šéfa ministerstva zemědělství Jiřího Koťátka (za války působil v Moskvě). Ten Svobodovi řekl, že vláda je připravena jmenovat národního správce, který ukončí údajnou anarchii v ústředním ředitelství v Olomouci, kde dosud pracují i Němci. Svobodovy námitky odmítl se slovy: „Právní stav nás nezajímá, neřešíme ho, je to záležitost ministerstva zahraničí. Zůstáváme pevní bez ohledu na to, že vlastník je příslušníkem neutrálního státu, suverénem, a že v jeho prospěch intervenují západní strýčkové.“
Také experti Nejvyššího správního soudu ČSR si toho byli vědomi, a očekávalo se proto, že v roce 1947 dojde ke zrušení všech konfiskací majetku lichtenštejnských občanů jakožto nezákonných. Proto, když se o tom dozvěděl komunistický ministr zemědělství Július Ďuriš, prosadil v létě 1947 odložení veřejného jednání tohoto soudu „na neurčito“. Ještě 22. února 1948 jednaly vládní úřady o finančním odškodnění, šlo již jen o výši odškodnění.
Po 25. únoru 1948 byla tato jednání zastavena. V novém složení komunistům loajálních soudců Nejvyšší správní soud rozhodl v roce 1951 na neveřejném zasedání o zamítnutí odvolání knížete Františka Josefa II. a dalších členů rodu proti konfiskacím. ČSR a Lichtenštejnsko se poté až do roku 2009 navzájem neuznávaly, což byla světová rarita. Navíc ani jeden z obou států diplomatické styky nikdy nepřerušil, zůstaly proto po celou dobu navázané, nicméně latentní.
Ztráta cca 80 % majetku Lichtenštejnů přinesla rodu i knížectví (do jehož rozpočtu knížecí rod významně přispíval) velkou finanční krizi. Tu se podařilo překonat až díky rychle rostoucímu lehkému průmyslu, především strojírenství (HILTI, Hoval ad.) v 60. letech 20. století. Kníže František Josef II. musel prodat část pozemků v Rakousku a několik desítek uměleckých děl, aby pokryl nejnutnější finanční potřeby. V 50. a 60. letech knížectví poprvé a naposledy v historii vyplácelo finanční podporu knížecímu rodu, který byl ve finančních nesnázích (do 2. světové války Lichtenštejnové významně podporovali knížectví velkými finančními částkami). Teprve od roku 1970 můžeme sledovat nový ekonomický vzestup rodu díky reformám ve správě majetku, které po roce 1970 kníže František Josef II. uložil provést svému nejstaršímu synovi Hansi-Adamovi (* 1945).

### Konfiskace majetku občanů Lichtenštejnska
V létě 1945 byli občané Lichtenštejnska označeni účelově za Němce, aby na jejich majetek bylo možné aplikovat Benešovy dekrety. Celkem se tento krok dotkl 38 občanů knížectví, především pak knížete Františka Josefa II. jako hlavy státu a rodu Lichtenštejnů a dalších pěti členů rodu. V případě knížete Františka Josefa II. se úřady odvolávaly na jeho údajné přihlášení se k německé národnosti při sčítání lidu v roce 1930, kterého se ale prokazatelně ani on, ani žádní jiní členové rodu nezúčastnili. Právním zástupcům knížete nebylo v letech 1945–1951 umožněno nahlédnout do originálu tohoto sčítacího archu ani si pořídit jeho kopii. Celý proces konfiskace majetku Lichtenštejnů a dalších občanů Lichtenštejnska byl poznamenán velkým množstvím závažných právních vad, které tyto akty činily již ve své době spornými nebo nulitními, na což jejich čeští právní zástupci marně opakovaně upozorňovali.
Příznačné je, že s občany neutrálního Lichtenštejnska nebylo jednáno spravedlivě, jak ukazuje odlišná praxe československých úřadů u občanů německé národnosti Švýcarska, USA a dalších států. U občanů těchto zemí se jejich německá národnost ignorovala. Podle oběžníku ministerstva vnitra č. 5 z 25. srpna 1945 byly úřady upozorněny, že např. u občanů Švýcarska se rozlišuje pouze jedna národnost, a to švýcarská, a mateřský jazyk nemá podle místních zákonů žádný význam (ačkoliv se dodnes rozlišují čtyři národnosti a jazyky, včetně německé). Paradoxní je, že občané Rakouska se později dočkali odškodnění za zkonfiskované majetky, ačkoliv měli německou národnost a muži dokonce bojovali v ozbrojených silách Třetí říše (pokud se neprovinili proti ČSR).
Bylo zřejmé, že pro Lichtenštejny není v Československu místo (stejně jako pro Schwarzenbergy a další šlechtické rody). Úřady by je považovaly za Němce, i kdyby trpěli pod nacistickým útlakem nebo by byli německými Židy, kteří prošli koncentračními tábory. Je jen možné souhlasit s názorem dr. Ondřeje Horáka, který ve své disertační práci v roce 2007 napsal: „…i kdyby se Lichtenštejnové aktivně účastnili boje za zachování celistvosti a osvobození Československé republiky, přesto by to jejich majetek zachránilo jen dočasně. Bezpochyby by byl přijat speciální lichtenštejnský zákon – obdoba takzvaného Lex Schwarzenberg“.

### Poválečná doba
Během vlády knížete Františka Josefa II. byly položeny základy budoucí prosperity kdysi chudého horského území. Nízké daně, minimální byrokracie, vysoká zručnost a vzdělání obyvatelstva, společně s liberálními zákony a obchodní spoluprací se Švýcarskem, se od 60. let 20. století zasloužily o rychlý růst životní úrovně. Po roce 1970 se Lichtenštejnsko dostalo do první desítky zemí světa s nejvyšší životní úrovní. Během jeho vlády také v roce 1984 získaly ženy v Lichtenštejnsku poprvé právo volit. Kníže vždy věřil ve zhroucení komunismu a sovětského impéria a vítězství demokracie. Zažil ještě pád berlínské zdi, ale zemřel krátce před „sametovou revolucí“.

## Potomstvo

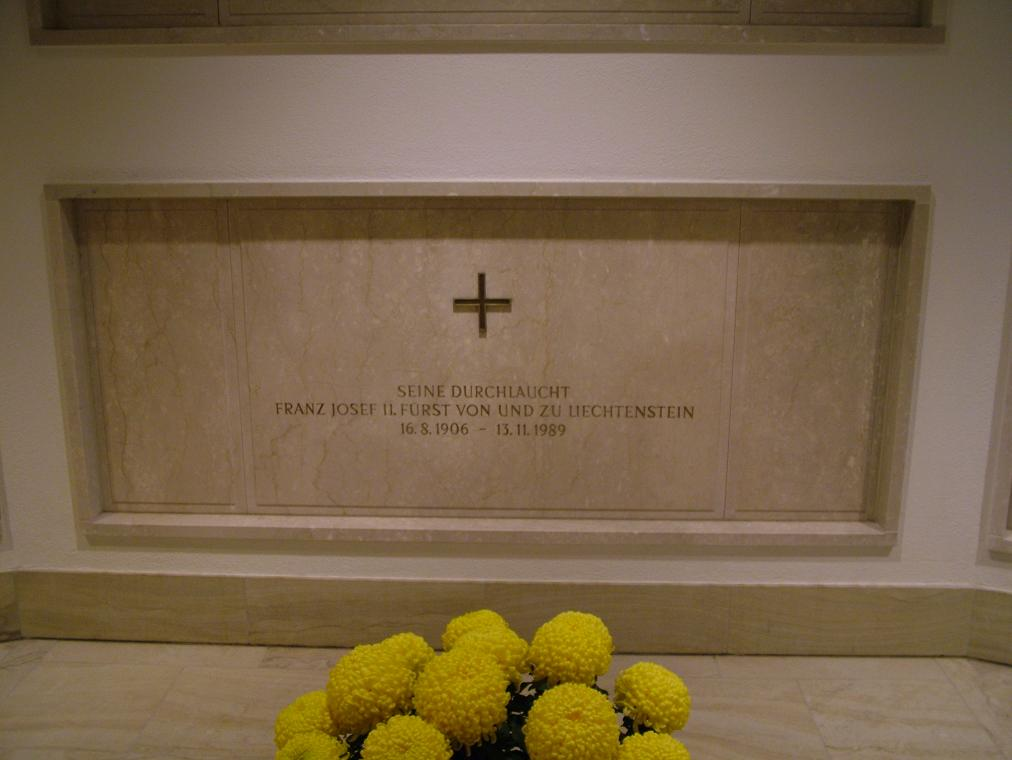
Náhrobek knížete Františka Josefa II. v knížecí hrobce vaduzské katedrály

Z manželství Františka Josefa II. a Georginy von Wilczek se narodilo pět dětí:
- Hans Adam II., současný vládnoucí lichtenštejnský kníže (* 14. února 1945), ⚭ 1967 Marie Aglaé (14. dubna 1940 – 21. srpna 2021), hraběnka Kinská ze Vchynic a Tetova
- princ Filip (* 19. srpna 1946), ⚭ 1971 Isabelle de L'Arbre de Malander (* 24. listopadu 1949)
- princ Nikolaus (* 24. října 1947), ⚭ 1982 Margaretha Lucemburská (* 15. května 1957)
- princezna Nora (* 31. října 1950), ⚭ 1988 Vicente Sartorius y Cabeza de Vaca, markýz z Mariña (30. listopadu 1931 – 22. července 2002)
- princ František Josef Václav (19. listopadu 1962 – 28. února 1991)

### Závěr života a smrt
Nemocný kníže František Josef II. předal většinu své moci do rukou svého syna prince Hanse Adama II. v roce 1984 jakožto regentovi. Zemřel 13. listopadu 1989, pouhých 26 dní po své ženě. Vládl 51 let.

## Vývod z předků
|                     |                                           |  |                       |                                             |  |  |  |  |  |  |  | Jan I. z Lichtenštejna |
|                     |                                           |  |                       |                                             |  |  |  |  |  |  |  |                        |
|                     | František Jáchym z Lichtenštejna          |  |                       |                                             |  |  |  |  |  |  |  |                        |
|                     |                                           |  |                       |                                             |  |  |  |  |  |  |  |                        |
|                     |                                           |  |                       | Marie Josefa z Fürstenbergu-Weitry          |  |  |  |  |  |  |  |                        |
|                     |                                           |  |                       |                                             |  |  |  |  |  |  |  |                        |
|                     | Alfred von und zu Liechtenstein           |  |                       |                                             |  |  |  |  |  |  |  |                        |
|                     |                                           |  |                       |                                             |  |  |  |  |  |  |  |                        |
|                     |                                           |  |                       | Alfréd Vojtěch Potocki                      |  |  |  |  |  |  |  |                        |
|                     |                                           |  |                       |                                             |  |  |  |  |  |  |  |                        |
|                     | Eva Josefina Julie Potocká                |  |                       |                                             |  |  |  |  |  |  |  |                        |
|                     |                                           |  |                       |                                             |  |  |  |  |  |  |  |                        |
|                     |                                           |  |                       | Josefina Marie Czartoryská                  |  |  |  |  |  |  |  |                        |
|                     |                                           |  |                       |                                             |  |  |  |  |  |  |  |                        |
|                     | Alois Adolf z Lichtenštejna               |  |                       |                                             |  |  |  |  |  |  |  |                        |
|                     |                                           |  |                       |                                             |  |  |  |  |  |  |  |                        |
|                     |                                           |  |                       | Jan I. z Lichtenštejna                      |  |  |  |  |  |  |  |                        |
|                     |                                           |  |                       |                                             |  |  |  |  |  |  |  |                        |
|                     | Alois II. z Lichtenštejna                 |  |                       |                                             |  |  |  |  |  |  |  |                        |
|                     |                                           |  |                       |                                             |  |  |  |  |  |  |  |                        |
|                     |                                           |  |                       | Marie Josefa z Fürstenbergu-Weitry          |  |  |  |  |  |  |  |                        |
|                     |                                           |  |                       |                                             |  |  |  |  |  |  |  |                        |
|                     | Henrieta Marie z Lichtenštejna            |  |                       |                                             |  |  |  |  |  |  |  |                        |
|                     |                                           |  |                       |                                             |  |  |  |  |  |  |  |                        |
|                     |                                           |  |                       | František Josef Kinský z Vchynic a Tetova   |  |  |  |  |  |  |  |                        |
|                     |                                           |  |                       |                                             |  |  |  |  |  |  |  |                        |
|                     | Františka Kinská z Vchynic a Tetova       |  |                       |                                             |  |  |  |  |  |  |  |                        |
|                     |                                           |  |                       |                                             |  |  |  |  |  |  |  |                        |
|                     |                                           |  |                       | Tereza Bruntálská z Vrbna                   |  |  |  |  |  |  |  |                        |
|                     |                                           |  |                       |                                             |  |  |  |  |  |  |  |                        |
| František Josef II. |                                           |  |                       |                                             |  |  |  |  |  |  |  |                        |
|                     |                                           |  |                       |                                             |  |  |  |  |  |  |  |                        |
|                     |                                           |  | František I. Rakouský |                                             |  |  |  |  |  |  |  |                        |
|                     |                                           |  |                       |                                             |  |  |  |  |  |  |  |                        |
|                     | František Karel Habsbursko-Lotrinský      |  |                       |                                             |  |  |  |  |  |  |  |                        |
|                     |                                           |  |                       |                                             |  |  |  |  |  |  |  |                        |
|                     |                                           |  |                       | Marie Tereza Neapolsko-Sicilská             |  |  |  |  |  |  |  |                        |
|                     |                                           |  |                       |                                             |  |  |  |  |  |  |  |                        |
|                     | Karel Ludvík Habsbursko-Lotrinský         |  |                       |                                             |  |  |  |  |  |  |  |                        |
|                     |                                           |  |                       |                                             |  |  |  |  |  |  |  |                        |
|                     |                                           |  |                       | Maxmilián I. Josef Bavorský                 |  |  |  |  |  |  |  |                        |
|                     |                                           |  |                       |                                             |  |  |  |  |  |  |  |                        |
|                     | Žofie Frederika Bavorská                  |  |                       |                                             |  |  |  |  |  |  |  |                        |
|                     |                                           |  |                       |                                             |  |  |  |  |  |  |  |                        |
|                     |                                           |  |                       | Karolína Frederika Vilemína Bádenská        |  |  |  |  |  |  |  |                        |
|                     |                                           |  |                       |                                             |  |  |  |  |  |  |  |                        |
|                     | Alžběta Amálie Habsbursko-Lotrinská       |  |                       |                                             |  |  |  |  |  |  |  |                        |
|                     |                                           |  |                       |                                             |  |  |  |  |  |  |  |                        |
|                     |                                           |  |                       | Jan VI. Portugalský                         |  |  |  |  |  |  |  |                        |
|                     |                                           |  |                       |                                             |  |  |  |  |  |  |  |                        |
|                     | Michal I. Portugalský                     |  |                       |                                             |  |  |  |  |  |  |  |                        |
|                     |                                           |  |                       |                                             |  |  |  |  |  |  |  |                        |
|                     |                                           |  |                       | Šarlota Španělská                           |  |  |  |  |  |  |  |                        |
|                     |                                           |  |                       |                                             |  |  |  |  |  |  |  |                        |
|                     | Marie Tereza Portugalská                  |  |                       |                                             |  |  |  |  |  |  |  |                        |
|                     |                                           |  |                       |                                             |  |  |  |  |  |  |  |                        |
|                     |                                           |  |                       | Konstantin z Löwenstein-Wertheim-Rosenbergu |  |  |  |  |  |  |  |                        |
|                     |                                           |  |                       |                                             |  |  |  |  |  |  |  |                        |
|                     | Adelaida z Löwenstein-Wertheim-Rosenbergu |  |                       |                                             |  |  |  |  |  |  |  |                        |
|                     |                                           |  |                       |                                             |  |  |  |  |  |  |  |                        |
|                     |                                           |  |                       | Anežka Hohenlohe-Langenburská               |  |  |  |  |  |  |  |                        |
|                     |                                           |  |                       |                                             |  |  |  |  |  |  |  |                        |